# Sorghum macrospermum
Sorghum macrospermum là một loài thực vật có hoa trong họ Hòa thảo. Loài này được Garber miêu tả khoa học đầu tiên năm 1950.